# Лингнер, Карл Август

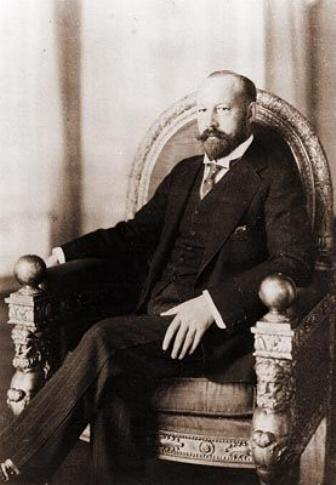
Карл Август Лингнер

Карл Август Ли́нгнер (нем. Karl August Lingner; 21 декабря 1861, Магдебург — 5 июня 1916, Берлин) — немецкий предприниматель и филантроп.

## Биография
Лингнер родился в семье магдебургского коммерсанта и был третьим сыном в семье, учился в местной ремесленной школе. В возрасте 15 лет переехал в Гарделеген и работал помощником в торговой лавке. В 1883 году Лингнер переехал в Париж, чтобы учиться музыке в Парижской консерватории, однако этим планам не было суждено осуществиться. Без гроша Лингнер вернулся в 1885 году в Германию. В Дрездене Лингнер устроился на работу корреспондентом на фабрику швейных машинок Seidel & Naumann.
В 1888 году Лингнер в партнёрстве с техником Г. В. Крафтом основал компанию Lingner & Kraft, производившую чесалки для спины, стальные линейки и очистители перьев. В 1892 году Крафт вышел из партнёрства в компании. Друг Лингнера, химик Рихард Зейферт предложил ему заняться продажами изобретённого им антисептика и тем самым открыл Лингнеру новое поле деятельности — бактериологию. Поскольку в то время считалось, что болезнетворные бактерии попадают в организм преимущественно через ротовую полость, Лингнер решил производить ополаскиватель для полости рта. Новый продукт под названием Odol пользовался огромным спросом.
3 октября 1892 года Лингнер основал Дрезденскую химическую лабораторию Лингнера. В 1912 году появилось предприятие «Заводы Лингнера». Производство постоянно возрастало, а уникальный Odol превратился в одну из первых торговых марок. За несколько лет Лингнер с нуля сколотил многомиллионное состояние, позволившее ему вести роскошный образ жизни в его вилле Штокхаузен в Дрездене и дворце Тарасп в Швейцарии. Лингнер вступил в элитарный Имперский яхт-клуб и принимал участие в Кильских неделях. Будучи председателем Саксонского автомобильного клуба, Лингнер передвигался на «мерседесе». Устраиваемые им празднества вызывали всеобщую зависть. Не будучи дворянином, Лингнер занял весьма высокое положение в обществе.
Занимаясь проблемами дезинфекции, Лингнер серьёзно изучал литературу, посвящённую общественной гигиене. Для борьбы с безграмотностью в вопросах гигиены Лингнер направил значительную часть своего многомиллионного состояния на пропаганду гигиены, организовывал тематические выставки и оказывал поддержку в становлении соответствующих просветительских учреждений, самым известным из которых является Немецкий музей гигиены.